# Marnette Patterson

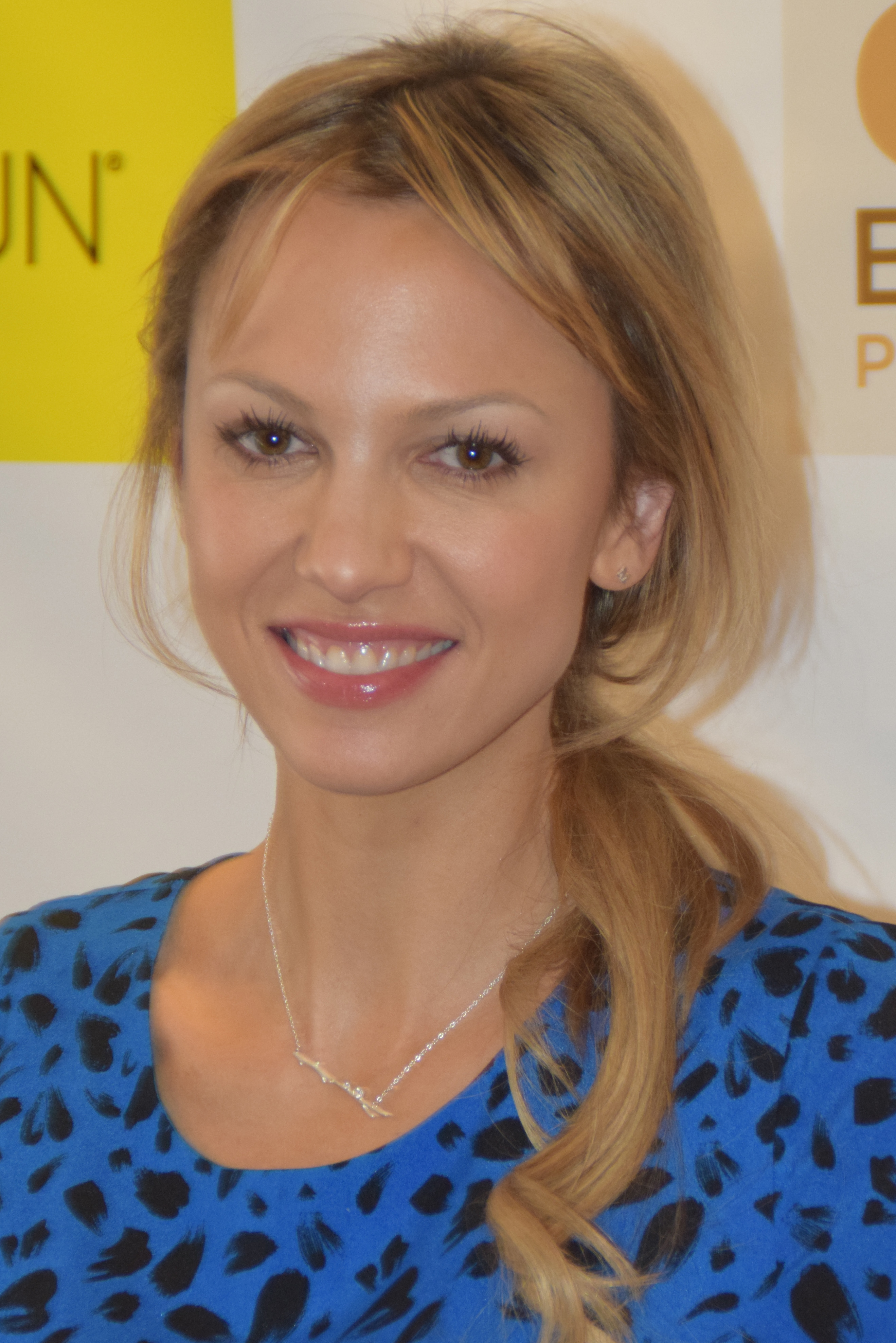
Marnette Patterson (2015)

Marnette „Marne“ Provost Patterson  (* 26. April 1980 in Los Angeles, Kalifornien) ist eine US-amerikanische Schauspielerin.

## Karriere
Bereits mit neun Jahren gewann Patterson den Gesangswettbewerb Star Search. Kurz darauf erhielt sie einige kleinere Rollen in Fernsehserien wie Das Leben und Ich, Hinterm Mond gleich links und Die wilden Siebziger. Für ihre Nebenrolle in der Serie Something So Right – in der sie 1996 spielte – wurde sie 1997 für den Young Artist Award nominiert. 1999 spielte sie in der nach zehn Folgen abgesetzten Sitcom Movie Stars mit. 2006 mimte sie in acht Folgen der Serie Charmed – Zauberhafte Hexen die Rolle der Christy Jenkins.

## Filmografie (Auswahl)
- 1989: Nightmare on Elm Street 5 – Das Trauma (A Nightmare on Elm Street: The Dream Child)
- 1994: Ferien total verrückt (Camp Nowhere)
- 1996–1998: Diesmal für immer (Something So Right, Fernsehserie, 37 Folgen)
- 1996: Engel mit blutigen Händen (Final Vendetta)
- 2001: Entscheidung in Clover Bend (Clover Bend)
- 2003: American Angels – Erben kann so sexy sein! (Who’s Your Daddy?)
- 2005: Standing Still – Blick zurück nach vorn (Standing Still)
- 2006: Pope Dreams
- 2006: Charmed – Zauberhafte Hexen (Charmed, Fernsehserie, 8 Folgen)
- 2007: The Beautiful Ordinary
- 2007: Supernatural (Fernsehserie, Folge 1x05)
- 2007: Ghosts of Goldfield
- 2008: Starship Troopers 3: Marauder
- 2009: Das Haus der Verfluchten (The Beacon)
- 2010: Wild Things: Foursome
- 2011: The Mentalist (Fernsehserie, Folge 3x19)
- 2014: American Sniper
- 2018: Concrete Kids
- 2020: Denk wie ein Hund (Think Like a Dog)
- 2024: The Charisma Killers